# Merville (Haute-Garonne)
Merville is een gemeente in het Franse departement Haute-Garonne (regio Occitanie). De plaats maakt deel uit van het arrondissement Toulouse. Merville telde op 1 januari 2022 6.640 inwoners.

## Geografie
De oppervlakte van Merville bedroeg op 1 januari 2022 30,68 vierkante kilometer; de bevolkingsdichtheid was toen 216,4 inwoners per km².

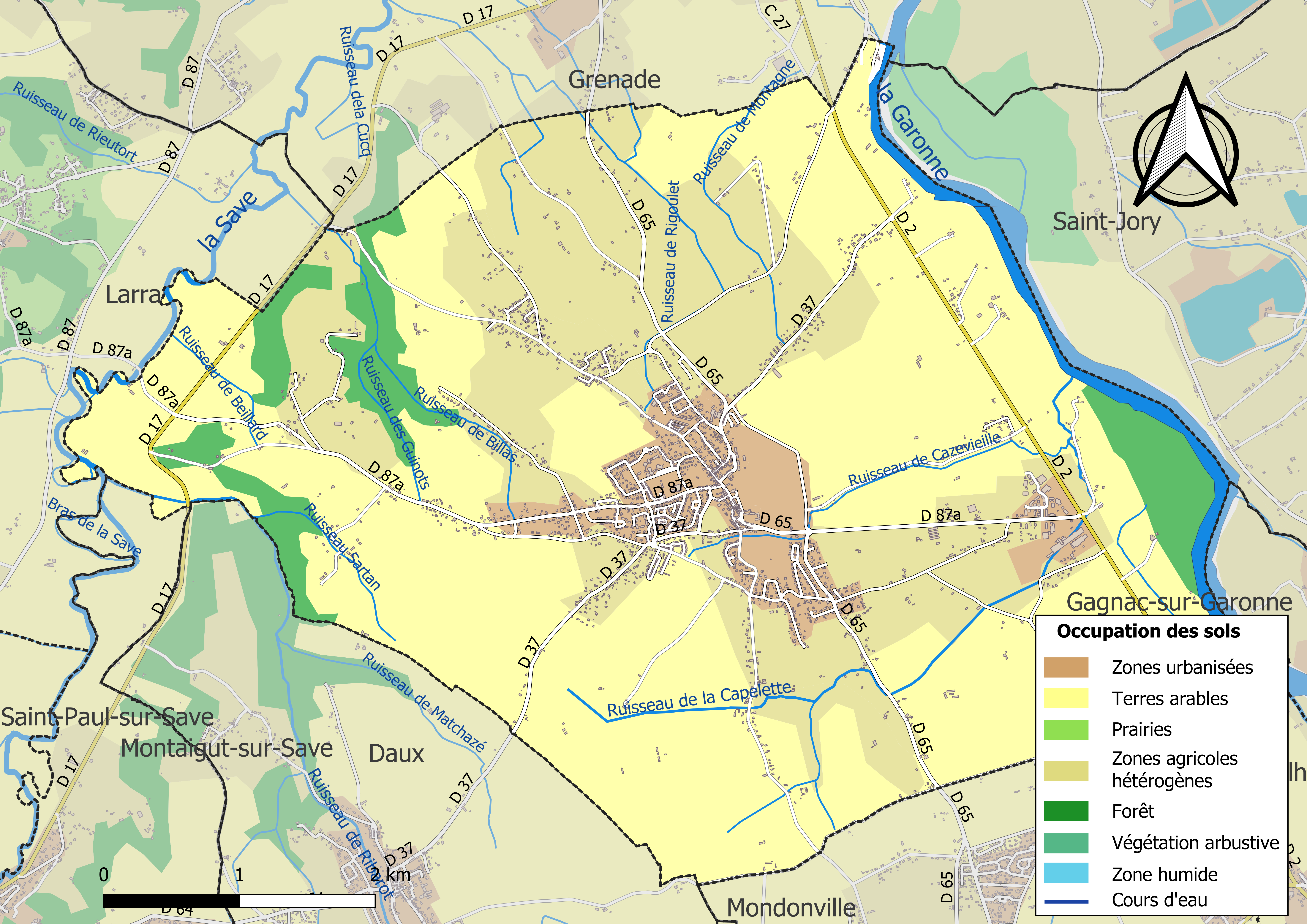
Kaart van de gemeente met belangrijkste infrastructuur, bodemgebruik en omliggende gemeenten

## Demografie
De figuur toont het verloop van het inwonertal (bron: INSEE-tellingen).